# コンスタンス2世 (西ローマ皇帝)
コンスタンス2世（ラテン語: Flavius Claudius Constans, ? - 411年）は、西ローマ皇帝コンスタンティヌス3世の長男で、409年から411年までコンスタンティヌス3世の共同皇帝を務めた。

## 人物
コンスタンス2世はコンスタンティヌス3世の長男で、407年または408年に彼の副帝として任命された。408年にヒスパニアでホノリウスの親族がコンスタンティヌス3世に対して反乱を起こしたためヒスパニアへと派遣され、この反乱を鎮圧した。
409年に父コンスタンティヌスがホノリウスと講和してホノリウスの共同皇帝となると、ホノリウスとの講和に反対したヒスパニアの軍団がマクシムスを皇帝と宣言してコンスタンティヌスから独立した。コンスタンス2世は父コンスタンティヌスによって共同皇帝に任命され、ヒスパニアの鎮圧へと向かったが、将軍ゲロンティウスの裏切りにあって敗北し、411年の初めにヴィエンヌで捕獲されて処刑された。
コンスタンス2世は父コンスタンティヌスがホノリウスの共同皇帝となりローマの正規執政官をも務めていた年にアウグストゥスとして宣言されているが、それにもかかわらず、彼を正当な皇帝のリストに含めるかについては意見が分かれている。

## 伝承
アーサー王伝説では、ユーサー・ペンドラゴンの長兄とされている。